# László Paskai
László Paskai, O.F.M. (1927–2015) là một Hồng y người Hungary của Giáo hội Công giáo Rôma. Ông từng đảm nhận vai trò Hồng y Đẳng Linh mục Nhà thờ S. Teresa al Corso d’Italia, Tổng giám mục đô thành Tổng giáo phận Esztergom–Budapest (trước đó mang tên Esztergom) trong suốt 25 năm, từ năm 1987 đến năm 2012.
Vốn là một giáo sĩ trong vai trò lãnh đạo giáo hội địa phương, ông từng đảm trách nhiều vai trò khác nhau trước khi tiến đến trở thành Tổng giám mục đô thành Esztergom–Budapest, như: Giám quản Tông Tòa Giáo phận Veszprém (1978–1979), giám mục chính tòa Giáo phận Veszprém (1979–1982), Tổng giám mục Phó Tổng giáo phận Kalocsa (1982–1987). Ngoài lãnh đạo các giáo phận được bổ nhiệm, ông còn đảm nhận vị trí quan trong tại Hội đồng giám mục quốc gia như: Chủ tịch Hội đồng Giám mục Hungary (1986–1990). Ông được vinh thăng Hồng y ngày 28 tháng 6 năm 1988, bởi Giáo hoàng Gioan Phaolô II.

## Tiểu sử
Hồng y László Paskai sinh ngày 8 tháng 5 năm 1927 tại Szeged, Hungary. Sau quá trình tu học dài hạn tại các cơ sở chủng viện theo quy định của Giáo luật, ngày 3 tháng 5 năm 1951, Phó tế László, 24 tuổi, tiến đến việc được truyền chức linh mục. Tân linh mục là thành viên linh mục đoàn Dòng Phanxicô.
Sau 27 năm thi hành các công việc mục vụ với thẩm quyền và cương vị của một linh mục, ngày 2 tháng 3 năm 1978, Tòa Thánh loan tin Giáo hoàng đã quyết định tuyển chọn linh mục László Paskai, 51 tuổi, gia nhập Giám mục đoàn Công giáo Hoàn vũ, với vị trí được bổ nhiệm là Giám quản Tông Tòa Giáo phận Veszprém, danh hiệu Giám mục Hiệu tòa Bavagaliana. Lễ tấn phong cho vị giám mục tân cử được tổ chức sau đó vào ngày 5 tháng 4 cùng năm, với phần nghi thức chính yếu được cử hành cách trọng thể bởi 3 giáo sĩ cấp cao, gồm chủ phong là Hồng y László Lékai, Tổng giám mục đô thành Tổng giáo phận Esztergom; hai vị giáo sĩ còn lại, với vai trò phụ phong, gồm có Tổng giám mục László Kádár, O. Cist., Tổng giám mục đô thành Tổng giáo phận Eger và Giám mục Imre Kisberk, giám mục chính tòa Giáo phận Székesfehérvár (Albareale). Tân giám mục chọn cho mình khẩu hiệu: IN VIRTUTE SPIRITUS.
Hơn một năm sau khi được bổ nhiệm làm Giám quản, Tòa Thánh chính thức bổ nhiệm Giám mục László Paskai làm giám mục chính tòa Giáo phận Veszprém. Việc bổ nhiện này chính thức được loan báo vào ngày 31 tháng 3 năm 1979. Chỉ sau khoảng thời gian 3 năm được chọn làm giám mục chính tòa, Giám mục László Paskai được Tòa Thánh thăng Tổng giám mục, qua việc bổ nhiệm giám mục này làm Tổng giám mục Phó Tổng giáo phận Kalocsa. Thông báo về việc bổ nhiệm này được công bố cách rộng rãi vào ngày 5 tháng 4 năm 1982.
Năm năm sau đó, ông được thuyên chuyển đến giáo phận khác, Tổng giáo phận Esztergom, và được bổ nhiệm là Tổng giám mục đô thành. Thông báo về việc bổ nhiệm này được công bố cách rộng rãi vào ngày 3 tháng 3 năm 1987. Hơn một năm sau đó, bằng việc tổ chức công nghị Hồng y năm 1988 được cử hành chính thức vào ngày 28 tháng 6, Giáo hoàng Gioan Phaolô II đưa ra quyết định vinh thăng Tổng giám mục László Paskai tước vị danh dự của Giáo hội Công giáo, Hồng y. Tân Hồng y thuộc Đẳng Hồng y Linh mục và Nhà thờ Hiệu tòa được chỉ định là Nhà thờ S. Teresa al Corso d’Italia.
Ngày 7 tháng 12 năm 2002, Tòa Thánh chấp thuận đơn hồi hưu của ông, vì lý do tuổi tác, theo Giáo luật. Ông qua đời ngày 17 tháng 8 năm 2015, thọ 88 tuổi.